# Hugo Wieslander
Karl Hugo Wieslander (11. června 1889 Ljuder – 24. května 1976 Stockholm) byl švédský atlet, olympijský vítěz v desetiboji.

## Sportovní kariéra
Poprvé startoval na olympiádě v Londýně v roce 1908, ale bez medailového úspěchu. Na následující olympiádě ve Stockholmu obsadil v desetiboji druhé místo za Američanem Thorpem. Po diskavalifikaci Thorpeho o rok později byl vyhlášen olympijským vítězem. Byla mu udělena zlatá olympijská medaile, kterou odmítl převzít. V roce 1982, po smrti obou desetibojařů, Mezinárodní olympijský výbor rozhodl o navrácení zlaté medaile Thorpemu a uznání obou atletů za olympijské vítěze.